# Ergometría
La ergometría, también llamada prueba de esfuerzo, es la prueba diagnóstica que consiste en realizar un registro del electrocardiograma durante un esfuerzo controlado.

## Procedimiento
La prueba se lleva a cabo en el ambulatorio. Requiere que el paciente no fume por lo menos 8 horas antes del estudio, vaya equipado con ropa holgada y cómoda, y calzado apropiado (zapatillas de deporte o similar) para andar o correr. A su llegada se le explica la forma de realizarla.
Se le colocan unos electrodos adhesivos en el tórax (si existe vello es necesario su rasuración), se le conecta al equipo y, siguiendo las instrucciones, debe andar o correr sobre un tapiz rodante o bicicleta estática (también llamada cicloergómetro). El paciente debe indicar al personal médico, presente en la prueba, cualquier incidencia que se presente (fatiga, cansancio, dolor en el pecho, palpitaciones, disnea, etc). En todo momento se tiene control de la TA y del ECG.
Si, durante la realización del ejercicio, el paciente presenta angina, se dice que la prueba ha sido clínicamente positiva (en caso contrario, la prueba se considera clínicamente negativa).
La prueba se considera concluyente cuando el paciente ha alcanzado el 85% de la frecuencia cardíaca máxima para su edad (que se calcula con la fórmula FCMP= 208.75 -(0.73 x edad)

## Instrucciones, cuidados y riesgos
- Cuidados previos: No requiere cuidados especiales. Debe seguir las instrucciones de su médico, que le indicará si debe o no suspender la medicación; acudir en ayunas y con las recomendaciones que le haga su especialista.
- Cuidados posteriores: No requiere cuidados posteriores